# Arpad Elo
Arpad Emrick Elo, oorspronkelijke naam in het Hongaars: Árpád Emrick Élő, (Egyházaskesző, 25 augustus 1903 – Brookfield, 5 november 1992) was een Amerikaanse natuurkundige en schaker van Hongaarse afkomst. Elo is vooral bekend geworden vanwege het ontwikkelen van een systeem om spelers van schaken en go in te kunnen delen naar speelsterkte, de Elo-rating. De door de internationale schaakbond FIDE gehanteerde implementatie van de door Elo ontwikkelde rating wordt de FIDE-rating genoemd.
Hij speelde graag de schaakopening Réti en de Franse opening.
Elo was ook hoogleraar in de natuurkunde aan de Marquette University te Milwaukee.